# Pilea stenoneura
Pilea stenoneura är en nässelväxtart som beskrevs av H. Winkl.. Pilea stenoneura ingår i släktet pileor, och familjen nässelväxter. Inga underarter finns listade i Catalogue of Life.